# عبد الرحمن صالح الحليسي
عبد الرحمن صالح الحليسي (24 يوليو 1922 -15 يوليو 2012) كان دبلوماسياً سعودياً شغل عدة مناصب دبلوماسية رفيعة في المملكة العربية السعودية، بما في ذلك منصب سفير السعودية لدى المملكة المتحدة وإيطاليا والسودان. توفي الحليسي في عام 2012 في مدينة الملك عبد العزيز الطبية للحرس الوطني بالرياض.

## حياته
ولد الحليسي في مدينة بريدة بمنطقة القصيم. بدأ حياته المهنية في السلك الدبلوماسي في عام 1947 كسكرتير سفارة من الدرجة الثانية في لندن، حيث عمل أيضاً كقائم بالأعمال لفترة من الوقت حتى عام 1954.

### المناصب والمسيرة المهنية
- شغل منصب وكيل وزارة الزراعة في عام 1954.[1]
- عُين كأول سفير للمملكة العربية السعودية في السودان عام 1956، حيث أسس السفارة السعودية هناك واستمر في منصبه حتى عام 1958.[2][1]
- تولى منصب السفير في إيطاليا وممثل المملكة لدى منظمة الأغذية والزراعة (الفاو) في روما عام 1961.
- شغل منصب سفير المملكة في النمسا من سبتمبر 1961 حتى 1964.[3]
- عمل سفيراً للمملكة العربية السعودية في المملكة المتحدة من 13 يوليو 1966 حتى 1976.[4]

## مؤلفات
- [4]The Rehabilitation of the Bedouin